# Punk en Latinoamérica
El punk en Latinoamérica surgió a finales de la década de los setenta y principios de los ochenta, con bandas como Polo Pepo y Narcosis, impulsado por el auge del movimiento punk a nivel internacional. Sin embargo en la década de los 60 el  garage rock ya había incursionado en un rock ruidoso que incita al caos, con bandas como Los Monjes (1965 - 1969) o Los Saicos (1964 - 1966), quienes actualmente son considerados como una de las primeras bandas proto punk del Perú.

## Punk por países

### Argentina
Los pioneros en este género musical en el país fueron Los Testículos, una banda germinal del género punk fundada por Pedro Braun (Hari-B), publicada en la revista Pelo a comienzos de 1979. Luego de algunas modificaciones en su formación combiarían su nombre a Los Violadores. Si bien no fue una banda exclusivamente punk, Sumo fue otra de las primeras en importar el estilo al país, fusionándolo con otros estilos, como el reggae y el post-punk. En el reducido ambiente punk de tiempos de dictadura también aparecen Los Laxantes (con Gamexane, futuro miembro de Todos tus muertos en las guitarras), Trixy y Los Maniáticos, Día D, Alerta Roja, Cadáveres de Niños, Los Inadaptados, Los Baraja (con Marcelo Pocavida en las voces y Marcelo Montolivo, quien integró a partir de 1985 Celeste y La Generación, junto a Celeste Carballo), Sentimiento Incontrolable, y Comando Suicida (una banda Oi!).
Desde la década del ochenta, con el regreso de la democracia, numerosas bandas de este género fueron apareciendo como, por ejemplo, Attaque 77, Division Autista, Argies, Mal Momento, Dos Minutos, Flema, Rigidez kadaverika, Museo Lovecraft (banda de Punk-Horror) y Todos tus Muertos (estos, posteriormente más abiertos a fusiones con el raggamuffin y el rap). Gran parte de las bandas de dicha década formaron parte del compilado Invasión 88, y se vieron claramente influenciadas por el estilo punk de grupos como Ramones, The Clash y Sex Pistols. Otras bandas que se iniciaron a fines de los '80 en el Gran Buenos Aires fueron Doble Fuerza (de quienes se dice se llamaban en ese momento: Doble Fuerssa), Sin Ley, La Nueva Ley que también fue un Fanzine que apoyó la escena Punk y Bulldog (esta última formada en la ciudad de Rosario, Santa Fe), que a pesar de no haber generado un suceso comercial, ni mucha difusión, ganarían mucha popularidad en el siguiente decenio, con el apoyo de radios masivas como la "Rock & Pop" y llegarían a telonear a los Ramones, en sus consantes visitas al país, con localidades agotadas entre 1991 y 1996.
Si bien el hardcore Punk en Argentina ya tenía un lugar reducido con bandas como División Autista y posteriormente Massacre Palestina, se popularizó principalmente en los '90, con el denominado Buenos Aires Hardcore, un movimiento muy influenciado por el New York hardcore (que habría explotado en la década anterior de la mano de bandas como Agnostic Front, Sick of It All y Biohazard entre otras). Los principales exponentes argentinos de este género fueron B.O.D (Buscando otra diversión), D.A.J (Diferentes actitudes juveniles), E.D.O (Estado de odio) y N.D.I (No demuestra interés). Con variante Straight edge se encontraba XAutocontrolX y Vieja Escuela, mientras que las varietés melódicas estaban representadas por Restos fósiles y Anesthesia (posteriormente Fun People). Si bien casi todas estas bandas se encuentran separadas, llegaron a grabar algunos discos y quedaron registrados en compilados como Mentes Abiertas, o Asunto Nuestro (de los sellos Mentes Abiertas y Frost Bite, respectivamente). Más tarde, el Hardcore seguiría dividiéndose en ramas para evolucionar a Post Hardcore, Emo o Skate Punk.
Cabe destacar que en la misma época había otra escena más contestaría más vinculada al movimiento anarquista y a movimientos sociales, como: Por los que no están, Insumission Total  , Familia Asessina, La Banda del Cuervo Muerto, Os Mocos, Detenido Desaparecido, Estado mayor Conjunto, estas bandas tocaban desde finales de los 80´hasta mediados de los 90´en esta última época alrededor de la Feria de los Funzines de la Pl de Congreso nacen bandas como: Marzo del 76, Terror y Miseria, Ácidos Populares, Ruido E Ideas, denominados grupos Anarcopunks teniendo contacto fluido con grupos de otras provincias como Sopa de Garron de santa fe y Desobediencia civil de la Plata, paralelamente existían bandas punk como Zoretor, Anarkus, Pego y No Recibo, La Enfermedad de Diogenes,  etc.
En la última década del Siglo XX, aparecieron bandas que hasta el día de hoy siguen vigentes, como Cienfuegos, Cadena Perpetua, Loquero, Mal de Parkinson, Superuva, Katarro Vandaliko, Minoría Activa, Gatos Sucios, Bulldog, Expulsados, She Devils, Sin Límite , Eterna inocencia y Diógenes, de Córdoba . Las bandas argentinas, en especial Los Violadores, Attaque 77 y Dos Minutos han tenido mucha repercusión fuera de su país.
Todavía siguen surgiendo nuevas bandas de este movimiento como Gran Valor, Los Bombarderos, Generación Zombie, Maní Con Bicho, Morbo Et Umbra, Sektor 7, Jauría, Sucios 3 Tonos, Tortas Acuáticas, entre otros.

### Bolivia
Corría el año de 1987 surgían los primeros exponentes del punk boliviano, el grupo pionero del punk en Bolivia sale de la ciudad más marginal: El Alto. El grupo se llamaba Nimodo, tocaban siguiendo la línea de grupos como Sex Pistols, The Clash y Los Violadores, de Nimodo salieron integrantes que luego conformaron grupos como Escoria, Secuencia Progresiva, Amukin Nunca Más y otros.
No tarda mucho este movimiento para expandirse a Cochabamba alrededor del año 1992 donde la primera banda que se conocen es LLajtay kjaparin, Psicosis social, Desarme, A veces siento tanto odio, entre otros. Una de las organizaciones más impulsoras de este género, fue la Agrupación Juvenil Revolucionario llamada ‘’Julián Apaza’’ es un grupo revolucionario de carácter comunista/trotskista, que asocio eventos de Hardcore Punk, con la revolución obrera, anti capitalistmo, lucha proletaria, etc. Y así la escena Punk en Cochabamba no solo se reúnen para tocar, y por la música, sino para las marchas, compromiso y la lucha para defender sus causas.
En la ciudad de Cochabamba anualmente se realiza el encuentro más grande de punks en todo Bolivia titulado ‘’Festival Hardcore punk’’
En Cochabamba el movimiento actualmente es el más grande y organizado de Bolivia
En Santa Cruz es que llega mucho más tarde este género música o movimiento, casi a finales de los 90 comenzó con las bandas Brazo Obrero que tocaba en conciertos de metal, también aparecieron Resistencia y Magnun 44 que tenía como público a los primeros skater de la ciudad. A partir de 2003 aparece una oleada de grupos punk y hard core entre los que sobresalen Calambre, MEO, Crap, Don Adhelky, Sin futuro, Desorden 86, entre otras. Al igual que La paz, Cochabamba y el resto de escenas punk en el mundo, este movimiento comenzó en lugares underground.

### Brasil
El punk brasileño fue un movimiento disidente entre la juventud brasileña contra la junta militar que regló en Brasil desde 1964. Las censura cultural y artística causaron reacciones entre jóvenes descontentos con aquél gobierno totalitario. En aquellos años el rock en general fue omitido por la prensa brasileña y medios de información. El movimiento Punk surgió de las ideas del músico brasileño Douglas Viscaino tratando a través de la música y la poesía, uno protesto contra el régimen militar brasileño. Y entonces, fundó la banda Restos de Nada con otros músicos. Después de esto, muchos otros siguieron  el mismo camino formando otras bandas, como Aborto Elétrico, Plebe Rude, Cólera, Inocentes y Legião Urbana. 
En la década del '90, aparecerían nuevas bandas. Entre ellas se encuentran No Violence, Safari Hamburguers, Abuso Sonoro, Point of No Return, Dominatrix, Calibre 12, Devotos do Ódio, Bosta Rala, Mukeka di Rato, Deltree, Dead Fish, entre otras.

### Chile

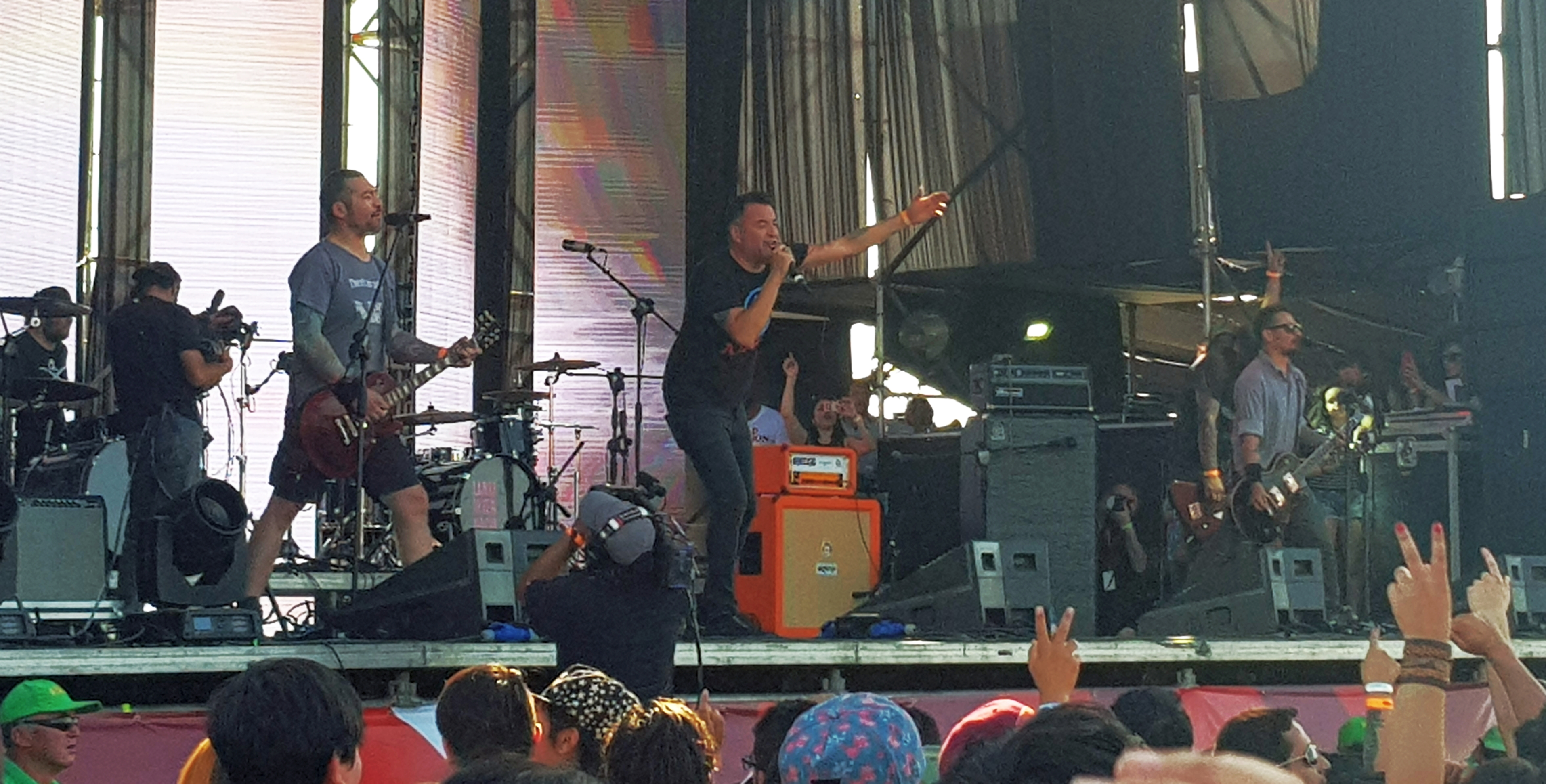
Fiskales Ad-Hok una de las bandas más destacadas del punk chileno

Si bien hay antecedentes de la banda Los Jorobados, como la banda pionera del punk chileno en los años 1978-1979, quienes grabaron un disco casi 20 años después en 1996, Las primeras bandas más reconocidas masivamente como punk rock en Chile y de mayor reconocimiento son los Dadá y los Pinochet Boys nacidos en la capital, Santiago en los inicios de los años 80's en plena dictadura militar. Además, hay que mencionar de manera honorífica a la figura de Álvaro Peña, quien perteneció a la banda The 101'ers, la banda germinal de The Clash, junto a Joe Strummer, por los años 1974 -1976, cuando Peña llegó muy joven a Londres como exiliado político y fuertemente asombrado por lo contestatario de un Punk que comenzaba a nacer. 
Una fuente cita a la banda "Orgasmo", formada en el año 1983 por amigos y alumnos de un exclusivo colegio de la capital, como una de las primeras bandas que se reconoce como punk, pero esta no tuvo influencia posterior ni mayor reconocimiento. Los Dadá era liderada por el carismático TV Star, quien falleció en un hospital, luego de tener un trágico accidente, al traspasar una barrera de contención y caer a la carretera producto de un ataque epiléptico repentino (septiembre de 1987). Los Pinochet Boys, formados en 1984, se disolvieron en 1987. Pinochet Boys organizaron el primer festival punk en el país, en junio de 1986. A fines de los 80's, y en homenaje en parte al fallecido Tv Star, nacen Fiskales Ad-Hok, considerados actualmente la banda más comercial del punk chileno. Su larga trayectoria, así como su éxito les ha llevado a ser cuestionadas en la actualidad. En esos tiempos de 'Vieja escuela Punk chilena' cuentan los Índice de Desempleo, Los Jorobados, Los Niños Mutantes, Zapatillas Rotas, BLASFEMIA, Los KK, Cesantía, Caos, Anarkía, Vandalik, entre otras más.
Mención aparte son los Corazón Rebelde, banda formda en 1982 por chilenos, hijos de exiliados en Francia, tenían un sonido precursor a los Mano Negra, mezclando el punk rock, con el ska, el reggae y algo de folklore chileno y rumba flamenca. Corazón Rebelde logró un éxito considerable en Francia, editaron 2 discos y el primero es hoy una placa de culto. Corazón Rebelde lograron ser editados de manera subterránea en Chile en plena dictadura y su líder "Cacho" Vásquez desarrolló una carrera como solista en los 90'tas y 2000's
A comienzos de los 90s nacen muchas nuevas bandas como Los Miserables, Bbs Paranoicos, Arkolikos Anónimos, Represalia, Políticos Muertos, Los Peores de Chile, 10 Botellas (1994), Cirrosis . Fuera de la capital chilena se ve gran cantidad de bandas ligadas al Punk rock, entre ellas las pertenecientes al norte del país: NNR, Tetranarko, Hardkolicos, Los Reprimidos, los propaganda, Desorden Masivo, Konducta Anti Social, que entre sus variados estilos rescatan el espíritu del género. En Valparaíso nacieron los 8 Bolas y Trato Bestial. En Villa Alemana, Los Kiltros. En Talcahuano, surge la banda Ecosidio (1988),7Puntas [1998], de la Octava Región son también Pegotes y Machuca. En Temuco destacan C.N.I (1989) y Disidentes (1990), de Talca Asociales ,  Army Boys (Valparaíso), Desorden y Patria (Iquique), Damage (la Serena), Mazoka (Chillán), Desechados (Copiapó) entre otras más, podrían ser comprendidas como parte de una "nueva generación" de bandas punk chilenas. En Santiago siguen surgiendo bandas durante la primera mitad de los 90s: 4 Eskinas, Antítesis, Los Insurgentes, Monjas con Atraso, Ateos Gracias a Dios , Faskizo , Punkora, Sin Perdón , Común y Corriente , T.A.M. , Revuelta PR, Jakuna Makaka, Alter Ego, Terror Policial, Divino Bastardo, Ezkizofrenia, entre otras. En 2007 nace en Batuco OxMxA (oraganización, manifestación, autogestión) junto a otras bandas de la zona norte de la capital.
Cabe agregar, que en lo estrictamente musical, "muchas bandas incorporan el sonido Hardcore (para hoy en día "old school") o se definieron como Hardcore Punk, del mismo modo se integraron otras influencias musicales, como el Thrash Metal y sonidos más extremos, irrumpiendo nuevas formas fusionadas de estilos (Crossover) que tienden a configurar no sólo un tipo de sonoridad musical, sino también ciertas estéticas e ideas afines que confluyen en algún tipo de expresión identitaria; dejando en claro que los límites de este proceso no son exactos, como asimismo la posición que adoptan en la escena punk sus protagonistas, tanto los miembros de las bandas como los integrantes de la escena en que participan".
Además hay bandas chilenas que incorporan el sonido ska en sus composiciones desde los años 80tas, de las cuales, una de las más destacadas es Los Miserables e incluso ha habido experimentos sonoros vinculados al punk incorporando elementos de la electrónica y la experimentación con sintetizadores (banda La Ducha, liderada por Álvaro Peña, el mismo músico mencionado al inicio, quien viviera en una casa ocupa junto al mismísimo Joe Strummer y tocara el saxo en la primera banda del músico fundador de The Clash, los 101ers a mediados de los años 70tas.
No necesariamente la banda chilena Los Prisioneros es la influencia gravitante en los primeros conjuntos punk chilenos; pero sin duda fueron un gran aporte tanto para la escena Underground Chilena como para el Rock Chileno en general, incluyendo su influencia en Latinoamérica. Los Prisioneros tocaban punk rock y rockabilly, influenciados por bandas como The Clash. bajo el nombre alterno "Los Vinchuca", en sus primeros años.
Sin querer dejar de lado los elementos criollos y originales que podemos hallar dentro del sonido punk chileno de los 80's, se puede mencionar, a modo de referencia general, 3 fuentes que inspiraron el sonido de algunas bandas Punk y Hardcore chilenas; nos referimos a grupos musicales de las escenas de, Estados Unidos, Gran Bretaña y España, en esta última, particularmente, el denominado Rock Radical Vasco.
Entre las bandas con influencias anarcopunk y rock indie de los 90's se destacan Malgobierno, Altercado, Marcel Duchamp (banda), Sin Apoyo, Sin Fronteras, alkoholikapatìa entre otros muchos de los cuales actualmente tocan en bandas netamente comerciales.

### Costa Rica
En Costa Rica existe una escena de Punk independiente desde los tardíos 80´s, teniendo altos y bajos durante los 90´s los 2000s. Quizá la primera banda registrada en la historia del Punk Costarricense se llamó Antro (1988-1989), a este inicio le siguió un fuerte auge de bandas en el sur de la capital, Hatillo-Alajuelita-San Sebastián, tríada de barrios de obreros y de medios o bajos ingresos, engendrando durante los primeros años de la década de los 90´s bandas de cortísima vida, como El Bosque, Hijos de la Adversidad, Holocausto, Ósmosis y Teatromocracia entre otras, a este movimiento se suman bandas del norte de la capital específicamente de Tibas-Moravia-Coronado-San Pedro, resaltando entre ellas Malditos de Verde, X-Causa y El Guato (inicialmente Niño Problema). 
Ya en 1994 se consolidan bandas del sur como REO, y El Bosque encontrando ¨line-ups¨ estables, en un segundo aire entre los 90-s y 2000´s nacen bandas como Punkzoña, UFO, Golpe de Estado, Código Penal, Seka, Ratas Citadinas, Solocarne, Esimple, Xphunkha, Endemia, junto a otras tantas con influencias de ska-punk como Los Garbanzos y El Guato. 
Desde los 2000s existe el colectivo Vieja Escuela, encargado de promover las actividades, conciertos y otros eventos relacionados con la escena de punk costarricense, al igual que Destiny Recordings, encargados de traer al país a grandes exponentes del punk rock internacional. Cerca del año 2005 surge una explosión de bandas de punk rock como NadaEsDiferente, Savia, Bufonic, Macbeth, Adaptados; de hardcore como El Valor de Luchar, Billy The Kid, Tiempos de Gloria, Días de Agonía, Confrontación, Inersia; de punk / anarkopunk / Oi como 3 Akordes, Bastardos Oi, Hembolia Cerebral, Altercados, Incidente (con gira por México y nominados en el 2022 entre las bandas Punk-Ska junto con la Milixia y Doña Pacha. Todo esto aporta poder a la escena pero a su vez, esta se empieza a separar poco a poco por estilos.
Después del 2010 la escena punk costarricense se ha reducido comparada con años anteriores, aun así siguen surgiendo bandas como Overseas, Entre Lobos, Direcciones, Malas Palabras, Kriti Kaos, etc quienes han realizado giras por México; Centroamérica y Sur América. Existe un colectivo nuevo, afiliado al colectivo latinoamericano llamado It's Only Punk Rock y en los últimos años los conciertos en bares y "houseshows" son cada vez más habituales. Del 2015 hasta la fecha, la escena punk sigue en pie y siguen surgiendo bandas tanto de músicos jóvenes como de viejos conocidos, a pesar que la pandemia del COVID-19 en el 2019 afectó negativamente conciertos, bares y lugares donde se hacían eventos relacionados a la música, estas circunstancias no impidieron que grupos nuevos siguieran y que más bandas se formaran hasta la actualidad produciendo nuevo material para la historia y escena punk rock de Costa Rica, como por ejemplo: Forastero, Las Yakets, Los Perros (banda hermana de UFO por compartir ciertos integrantes, tocando dentro y fuera del país como en Panamá y México), Punk Rock Inoxidable (han tenido giras por El Salvador-Guatemala, Panamá y en el año 2024 en México, siendo teloneros de grandes bandas españolas como Kaotiko en enero y Boikot en diciembre de ese mismo año en Guadalajara).

### Colombia
El punk en Colombia comienza en el año de 1978 en la ciudad de Medellín con la formación de la banda "complot" integrada por los hermanos Henao quienes venían de formar una banda de hard rock llamada "sobredosis" y que en sus inicios hacían covers de bandas como The Clash, Sex Pistols, Sham 69, The Ramones, etc. a comienzos de los 80's se conforman bandas como Morgue de Bogotá y Pestes y Mutantex de Medellín, que influenciados por bandas como The Exploited y Sex Pistols ensayan sus primeros acordes, llenos de visceralidad y crudeza, reflejando lo que se vive en Colombia (el Conflicto armado interno en Colombia, el reclutamiento forzado, el Narcotráfico en Colombia, las drogas, el desempleo y la pobreza extrema); sus letras son muy barriales y describen parte de la idiosincrasia de los colombianos.
El movimiento punk en Colombia se desarrolló principalmente en las grandes ciudades como Bogotá, Medellín, Manizales, Neiva, Cali, Pereira y en municipios más pequeños como Zipaquirá; en donde aún hoy se ve el mayor número de bandas, aunque en los últimos años ciudades como Bucaramanga (N.N. 1988 como una de las primeras bandas en hacer punk en esta ciudad. La Blenorragia 1990. Eskoria 1990. Anarcore 1990. La Pepita 1995. Bajo Exkombros 1999. NxTxPxR 1999. R.A.T.A 2012.) y Armenia (Quindío) han dado nacimiento a importantes bandas dentro del movimiento punk colombiano. 
Colombia cuenta con un gran número de bandas, entre ellas están B.S.N, Chite, Libra, Dexkoncierto, Polikarpa y sus Viciosas, Los Restos, P-ne, Infesto, I.R.A., L.P.A, Morgue, La Pestilencia, Autólisis, La misma porquería, , Desadaptadoz, Akracis mental, Fértil miseria, Sin Pudor, Sanpeceeste, Libre Elección, Ministerio de Vagancia, R.D.T, Mutantex, Infesto, Pestes, Averxion, Jimmy Jazz GP, punkies y cerebro, Rebelión, Resistencia, Hartos de estar Hartos, Mala Vida y Dial del municipio de Soacha etc. Muchos de estos basados en la vida juvenil que se desarrolla en las barriadas como bases del movimiento punk en Colombia.
El punk melódico (o neo punk como se le conoce localmente) en Colombia ha tenido una fuerte escena que inició a finales de los 90s con bandas como La Rebeca, LMP y Mojiganga. La música y canciones de estas bandas han sido publicadas por sellos locales como Tropical Punk Records, Mutante Records, Koala Records, Viuda Negra Music, The Box Records y Hormiga Loca entre otros. Algunas de las bandas más populares y conocidas son Tres de Corazón, LAPM, Código Rojo, Johnie All Stars, Octubre Negro y Area 12.
En Medellín en el año 1990 se llevó a cabo la realización de Rodrigo D: No futuro, una película colombiana dirigida por Víctor Gaviria; se desarrolla en la Medellín de los años 1980, muestra la vida de un joven punk en un ambiente de violencia y desigualdad social. En esta película se ven claras influencias del movimiento punk británico, con un nihilismo muy relevante (característica de los primeros integrantes del movimiento). A partir de esta película se evidencia el movimiento punk en los jóvenes de la ciudad de Medellín.
En el año 2013 se llevó a cabo el primer festival de punk en La Media Torta de Bogotá, denominado "Día del Ruido", dando espacio, para que desde lo público se incentive el desarrollo cultural y social que el punk aporta a la movimiento juvenil y roquero de la ciudad.

### Ecuador
A finales de los 80, en la ciudad de Guayaquil se forma la banda de punk Descontrolados, siendo los primeros en su género en el país y convirtiéndose en un referente del movimiento underground ecuatoriano, pero con muy poca proyección y duración, pues tras la grabación de su segundo EP, su vocalista Orlando Abruzzini "Prema" fue asesinado. A pesar de esto, Descontrolados son considerados un ícono por muchos de los seguidores del género en el país. Tiempo después nace en la ciudad de Quito la banda de punk Enemigo Público.
En 1991 se funda también en el puerto principal la banda Notoken, que se consagra como la primera banda nacional de punk en proyectarse en circuitos underground fuera de Ecuador. Otras bandas de similar experiencia son KAOS, Ambición Necia (AM-Necia), Moral Abajo, Ruido de Odio, NxTxN y Soluka Punk (Guayaquil), Antipatikos y Mortal Decision (Quito) y Contraventores y Sacrificio Punk (Ambato), la mayoría con un mensaje de protesta contundente.
En 1996 se forma la banda de ska-punk Agente 86, al igual que la banda Retaque de Quito. Más adelante, en el 98 surgen las bandas 69 Segundos y G.O.E, con una marcada tendencia melódica influenciada por el estilo y sonido de bandas californianas de hardcore melódico y skate punk, a las que luego se suman bandas como Diez 80, que siguen activas en la actualidad. En su momento esto provocó que se adhieran al movimiento una gran cantidad de seguidores. 
Con una propuesta más hardcore punk, en 1997 surge Inocencia Perdida en la ciudad de Quito, quienes editan su primer álbum Sistema hostil en 2002. en 1998 aparecen en Guayaquil las bandas Rebelión Disidente y en 1999 La Demencia Extrema, con tendencias DIY. A su vez se publica en Quito el primer demotape de la banda Amigos De lo Ajeno, sumándose también a esta tendencia la agrupación Konsenso Agresivo. A finales de 1999 surgen también Los Anónimos, banda con un sonido menos agresivo y más cercano al rock and roll y al denominado horror punk.
En 1999 se forma en Loja DDT,  banda que ha recorrido varios  países, festivales y diversas actividades y permanecen tocando un punk contestatario. Además de realizar festivales, programas de radio, publicar revistas y fanzines, que aportan con su colectivo homónimo a la banda.
Hacia 2000 nace en Solanda (sur de Quito) la banda de punk-hc Sapos Muertos, quienes editan su primer disco en 2006 denominado La triste historia. En 2013 lanzan su segundo disco llamado Letal, con letras de protesta matizadas por un sonido divertido producto de la fusión con elementos ska.
En cuanto a propuestas femeninas, en 1995 se forma la banda Rossana Comelobos. Con poca duración, la banda no fue enmarcada totalmente dentro del movimiento punk, pero estableció el precedente para bandas integradas por mujeres. A principios de 2002 se forma la banda Juana La Loka, siendo el primer grupo punk íntegramente femenino. Luego surgieron bandas como La Bestia y en 2003 Pukarana. Tres años más tarde surge en Guayaquil The Cassettes, con un estilo más tradicional de rock and roll y punk rock vieja escuela. En 2006 también aparecen Las Marginales. La propuesta más reciente son Las Ácidas.
En 2004 surge en Guayaquil la banda Esputo Catatónico, destacándose años más tarde dentro del movimiento por su particular estilo y convirtiéndose en la primera banda ecuatoriana en tocar en un circuito underground argentino. También hay que mencionar bandas más radicales y de tendencia anarcopunk que han conformado la escena subterránea local, tales como Deuda Social, NAPA, Los Enfermos, K.A.P, R.A.T.A.S, Rechazo, Plaza Malation, Pincho e´Rata, Síkótikos, así también bandas como Los Perturbados, El Duende del Parque, Kalavera Sin Tumba, etc. Una de las excepciones es la banda La Calle Morgue, formada en 2007 y caracterizada por ser la banda pionera del post punk en Ecuador.
En 2007 surge la banda R.A.T.A.S, con una tendencia más DIY, reivindicando la tendencia punk Hazlo Tu Mismo, que se caracteriza por organizar actividades y conciertos independientes y por haber tocado varias veces en Colombia, junto a reconocidas bandas como Lupus, K-rroña, Triple X y Desarme. Su videoclip "Viva el Punk" alcanzó notable éxito local e internacional.
A fines de 2013 lanza el videoclip y sencillo Somos Ratas, primer corte de su nuevo álbum, con notable aceptación, siendo difundido por el canal HardcoreWorldWilde. En 2014 abren el evento Mis Bandas Nacionales, premios a la música ecuatoriana, siendo la primera banda de punk en tocar en el reconocido Teatro Sucre y lanzan después de varios años su disco Orgullo Antisocial, junto a la reconocida banda peruana Eutanasia.
En la actualidad, bandas como Los Zabandijas de la 18, Kabeza de Lenteja (Manta), Tony Montana Punk, Antipatikos, Indigentes, Esputo Catatónico, Wanancha Puka (Pasaje), Mortal Decisión, Enemigo Público y La Mamá de Sánchez, constituyen bandas irreverentes que no se definen por la anarquía, sino por la vida diaria con letras de gran impacto dentro en la escena punk ecuatoriana. 
El movimiento punk ecuatoriano ha tenido altos y bajos, teniendo siempre un papel dentro de la música y subcultura del país con varios tipos de eventos y festivales. Muchos consideran que alcanzó su mayor fuerza entre los años 2003 y 2008 con la llegada de importantes bandas al país como The Misfits, 2 Minutos, Ilegales, Ratos de Porão, Todos Tus Muertos y NOFX.

### El Salvador
Las primeras bandas de punk, surgieron a mediados de los años noventa, estas fueron Shock y Adhesivo Punk que actualmente se llaman Adhesivo, Kadishi, Los Rosty, Chirilawers, Via Alterna;  iniciaron tocando en bares de la capital, escribiendo canciones en castellano con letras de crítica social, ritmos acelerados propios del Hardcore punk; debido a la guerra civil que duró 12 años y que terminó en 1992, este fue el comienzo de una nueva era para el país y para la música en general, en los años 1980 la escena musical más popular fueron los grupos de cumbia, la época de los años 1970 dejó muchas bandas de garaje rock pertenecientes a la “época dorada de la música salvadoreña”, como Los Mustangs, Los Vikings, Hielo Ardiente y Los Die Blitz. 
Al finalizar la guerra civil, comienza a surgir la escena metalera, y posteriormente la movida punk, inspirada por bandas como NOFX, Misfits, Dos Minutos, Bad Religion, The Clash, The Ramones, Sex Pistols, Green Day, Nirvana, Soundgarden. En esa época no había muchos espacios fijos para poder tocar, los bares eran la única alternativa pero la mayoría evitaban dar espacio a conciertos de punk ya que estos terminaban en peleas entre los asistentes, desórdenes en la vía pública, consumo excesivo de drogas, y alcohol, los espacios eran pocos como lo es aun en la actualidad, festivales de música como el Guanarock, fueron ideales para impulsar la música de diferentes géneros no solo punk así también el ska, y el nu metal; en sus inicios el punk nunca fue muy popular y estaba más relacionado con la cultura del skateboarding.
La estética clásica del punk comenzó ya entrados en el siglo XXI, con el surgimiento de bandas como Los Corrosivos, Errores, Ataque al Sistema, SVA, blitzbums, Aztillaz, Alta Traicion. Estas bandas se enmarcaban en la ideología DIY, escribiendo canciones, grabando de forme autogestionada y armando conciertos. Poco a poco el punk como ideología fue transmitiéndose en los adolescentes de la época, a través de la música, los conciertos, fanzines, la globalización del Internet, no muchos adoptaron el punk como ideología de vida, solo se quedó como una predilección musical, además muchos de los asistentes a los conciertos punks solo fue momentáneo y posteriormente cambiaron su inclinación a otros gustos musicales como el metal, ska, etc. y surgió las adopción de otras ideologías como los rude boys, skinheads, straight edge, siendo el punk punto de inicio para estas subculturas, que actualmente están mejor organizadas y no representan un riesgo para la realización de conciertos.
En la escena actual podemos citar a bandas como Junkie Ronk’n Roll, Alta Traicion, dentro del Hardcore punk melódico; Errores, Ataque al Sistema, Anarcoticos, que tocan Street Punk; Los Podridos, Aztillaz, Declive como Anarco punk; Los Nimierda como Noise Punk; Ezquizofrenia como Thrash Punk; Distrust como Crust Punk, Posesión y Tenencia como Ska Punk.

### México
En 1971, la revista Creem acuñó el término "Punk Rock" para describir a la banda de integrantes mexicanos Question Mark & the Mysterians, quienes radicaban en Estados Unidos. Sin embargo, el punk como movimiento llegó a la Ciudad de México a finales de los 70, introducido por los jóvenes de las clases más adineradas, quienes tenían los recursos para comprar discos, instrumentos y formar bandas. A principio de los años 80s comenzaron a aparecer las primeras bandas del género como Dangerous Rhythm, Size, The Casuals, Salida Falsa y Aceptada, Serpentis y Hospital X; las cuales tenían un sonido muy similar a lo que se hacía en E.U. e Inglaterra por aquellos años. Poco a poco el punk fue siendo absorbido por los jóvenes de las clases marginadas, en barrios populares del valle de México como San Felipe de Jesús, Ciudad Neza, Iztapalapa, Tacubaya, Santa Fe, entre otros; fueron surgiendo bandas como Rebel'D Punk (1980), Energía (1981), Rocker's Punk (antecesor de Herejía, 1981), Síndrome Del Punk (1982), Yap's (1982); Los Negativos, Black Market, Solución Mortal (Tijuana, 1982), entre otras.
A mediados de la década de los 80 se había creado una escena más sólida en la Ciudad de México, conformada por bandas de Hardcore Punk como Xenofobia, Histeria, Virginidad Sacudida  banda pionera de punk femenino que parte de la creación de las «Susis peleoneras punk«, un grupo de amigas de la colonia San Felipe de Jesús].], Crimen Social, Sistema Negativo, Rompecabezas Punk, Descontrol, Asfixia, Catalepsia, Grooby, D.F.ctuosos, Kaaooss Subterráneo, Anti-Gobierno, SS-20 ; Herejía y Colectivo Caótico (Ciudad Neza). Paralelamente en Tijuana en 1986 estaba Resistencia Radical, creada por el conocido vocalista Benny Rotten .
Para el año de 1987 el punk en el país vivió un gran momento. En el D.F. comienzan a surgir bandas como Decadencia, Complot Anárquico, Sicosis, Massacre 68 (de la desintegración de Histeria y Decadencia), Atóxxxico, M.E.L.I. (1988, de la desintegración de Anti-Gobierno), Ley Rota (1988), Sabotaje Final (1988), entre muchas más. Después el punk comienza a extenderse al interior de la República y surgen bandas como: Espécimen (banda) de Tijuana; Generación Podrida, Reacción Cadena, Espíritu Inconformista, Últimos Cadáveres, Desgarre Social y Autodestrucción de Mexicali; Desahogo Personal de Toluca; A.D.I. y Sedición de Guadalajara; Disolución Social, Abuso, Derechos Humanos, Cabezas Podridas y F.U.N. de Monterrey; Arkanhell, Alergia(Punk) y Ruido Sadista, Violetas Violentas de Saltillo; Lacras y Aquelarre de Tampico; Disturbio Clandestino de San Luis Potosí; Los 3 Cochinos, Estupidez Crónica, Putrefaxión Juvenil y Libertad De Expresión de Hermosillo; Q.S.Q. y Estructuración Nefasta de Los Mochis; etc.
A principios de los 90 ya existía un gran número de colectivos y fanzines, más bandas comenzaban a grabar discos (LP y EP), era aún mayor la cantidad de demos caseros que circulaban. Se presentaban por primera vez en México La Polla Records, Eskorbuto, Ramones, The Exploited, G.B.H. y Los Crudos, presentaciones que causaron gran escándalo mediático debido a la cantidad de disturbios. Las bandas de Punk y de Anarco-Punk (como muchos comenzaron a denominarse) empezaron a surgir, entre las más destacadas: Not Fer at dolls de Tlalnepantla,KK Core, Clamor Inexorable, Cadáveres (con los exintegrantes de la banda SS-20 y Verónica Miranda Maldoror en la voz), Generación Suicida, Madriza Salvaje, Nihil XIX, CHTM, Sendero (H.C. Punk), Rash, Alcoholic Youth, La Estafa, Coprofilia, Desobediencia Civil, Regeneración, Niños Suburbanos (de Mérida, Yucatán), Natas, Desviados, Ámpula, Acidia, Sobrevive, Resistencia Total, Atheos, Tried, Diluidos En El Sistema, Autarkía, Batalla Negativa, Nu Boxte, Kracneo, Fallas Del Sistema, Terror Santo, Afasia, Semen, Bacteria, Sentimiento De Igualdad y Constructores Del Odio.

### Panamá
En 1983 aparece un proyecto de covers de Ramones llamado COMANDO que dura muy poco, el vocalista de esta banda Remus (El X) toma el bajo por sugerencia de Tommy Rotandaro y forman un proyecto Punk New Wave llamado TWO que después termina siendo 3AM que se definiría como la primera banda que contenía en su música algo de Punk combinado con New Wave, la banda empieza a cambiar su sonido y El X se retira de la banda, su primo Alex Crisan lo invita a que formen una banda de corte punk a la onda de Ramones pero con temas propios y es así que en 1985 se forma TEDDY BEARS AND THE SURFING PUNK SOCIETY que ya tiene una línea más definida siendo la primera banda de punk de Panamá, en el 86 se empieza a formar la banda DIARREA (D. R. A.) que ya tiene un sonido más callejero con letras más duras criticando al sistema y letras de vivencias cotidianas.  
De la disolución de esta banda se forman 2 bandas que marcarían esos inicios del punk más callejero. Cali, vocalista de DIARREA formaría junto a Marco Luque Los Agitadores (1987) y Álvaro guitarrista de DIARREA junto a Blas, Caras de Hambre (1988). Esta última en el año 1989 sacó un demo titulado Anarquía para todos que también salió con otra portada en el año 90 que se distribuyó en el mundo del hardcore punk subterráneo de esa época. El baterista de esta banda, Cristian Pascall, junto a otros integrantes de la escena como Ossie y Billy Mata, confeccionaron el primer fanzine local llamado Contra Cultura. A la vez salen bandas como LOS PSYKOPATAS que se forman oficialmente en el año 89 y ESTADO DE SITIO, integrada en sus inicios por Billy Mata y Héctor Herrera y vigentes hasta el día de hoy, que se acompañaron de bandas que no dejaron mucho material como LOS CORRUPTOS, MUERTE SUBITA, MONOS BLANCOS, LOS PAMPERS.
La escena punk en Panamá en esta época era muy reducida, limitada a jóvenes inconformes que no se identificaban con la sociedad restrictiva del momento, ni con el régimen militar y atraídos también por la estética punk, su música rápida y la rebeldía. No existía una organización como tal, ni colectiva, y puede decirse que esta fue la primera oleada del punk local.
Ya para 1990 empiezan a aparecer una segunda avalancha de bandas como P.H.B., LIBERTAD PERDIDA (llamados Libertad Casi Perdida en sus inicios y formados en 1993), CONSPIRACIÓN PIROMANIACA (llamados Drunk Injuns en sus inicios) banda que hacia un Crossover directo con letras inteligentes, DESORDEN POLÍTICO, BRAIND FLUID, LOS RAMIROS y MOTHER Morales entre otras. A mediados de los 90s aparece una tercera camada de bandas de las cuales destacan NO HAY DIA, 2 HUEVOS Y UN Camino, Mala Hierba, Tu Mujer es Mía, A.K.P., EMPHIZEMA, y salieron varios fanzines como Subversión, Sociedad Mediocre, Guerra de Papel. Ya a partir del año 2,000 surgieron nuevas bandas como BLOODSHED, GRAND MALOTA, RENCILLA, DIOS ME ODIA, NUNCA ES TARDE, 5 GRAMOS, HEZ, LOS VAGOS DE OI, LOS BICHOS DE CERRO AZUL, COSTRAS EN EL HIGADO, SUBMANOS, Manto y Juventud Podrida entre otras que siguen alimentando el ecosistema del movimiento punk, muchas de ellas vigentes al día de hoy.
Panamá, al ser un país pequeño y una escena reducida, ha tenido una amalgama de músicos que han participado en diferentes proyectos a la vez, de forma simultánea o intercalada a lo largo de todos estos años, con otras influencias fuera del punk, generando una única interconexión musical en la escena musical local.
En la actualidad, el movimiento punk en Panamá sigue aportando nuevas propuestas musicales, nuevas iniciativas y nuevos protagonistas, y siempre evolucionando.

### Paraguay
En 1989, año clave para la historia del Paraguay por la caída de la dictadura militar de Alfredo Stroessner, nace Kaos, la considerada primera banda de punk del país. Un año después (1990), aparecen en el compilado “Lo mejor del Rock Nacional – Volumen 1” lanzado por el sello Musipar, con la canción “Títeres Rebeldes”, siendo así el primer sencillo de punk en ser publicado en territorio paraguayo.
A ese inicio marcado por Kaos, le seguirían banda claves para la creación de la cultura punk como 200 muertos, Tr3s Front3ras de Villarrica, Área 69 de Asunción, Vecindad Autopsia de Presidente Franco que tiene más de 15 años de actividad y una de las más emblemáticas bandas que sigue sacando temas como es Piter Punk. También existen proyectos pequeños como The Mistery Machine, que busca posición de referencia en el horror punk.

### Perú
Se ha reivindicado a Los Saicos como una de las primeras bandas  proto-punk del Perú ,  1964 – 1966 pero sin conexión real con la llegada del punk al Perú.
El punk propiamente dicho llegó en los primeros años de los '80 denominándose 'Rock subterráneo' (tratando de crear una identidad propia) con grupos como Narcosis, Leusemia, Zcuela Cerrada, Autipsia y Guerrilla Urbana.
La segunda hornada de bandas de los 80's en las que ya confluían el hardcore y otras vertienes tiene a Gx3, Eutanasia, Psicosis, QEPD Carreño, Excomulgados, Ataque Frontal, Kaos, Eructo Maldonado como puntales de la movida.
De los '90 destacan: PTK, 3 Al Hilo, Autonomía, Irreverentes, Generación Perdida, Aeropajitas, Héroe Inocente, Metadona, Futuro Incierto, Manganzoides, Desarme, Los Rezios, Asmereir y Los Arman.[cita requerida].
Para 2000 el sonido neo punk se pone de moda. Imperaría bandas como Dalevuelta, 6 Voltios, Difonia, Terreviento, Chabelos, Diazepunk, Rezaka, Atómica, 40 Gramos, Sincroniza2, Burrito, Tragokorto, Estado de Sitio, Inyectores, Contracorriente, etc. sin duda las más multitudinarias de la historia del rock y el punk en el Perú.
Actualmente las bandas han derivado a otros géneros del rock and roll, teniendo por un lado a las bandas punk rock y hardcore crust que han actualizado sus consignas sin perder la escuela anterior: Morbo, Suicidas, Mongoloides, Justicia Inmoral, Los Verrugas, DHK, Lo que Roe, Kaos Endémico, Sistemas de Aniquilación, etc.

### Puerto Rico
El punk en Puerto Rico nació para mediados y finales de los 80's, con bandas como Hypocrite Solution, Frontside Generation, Subculture Underground, No More, Sham Pain, Hijos de Nadie, entre otras. En la actualidad, las bandas más activas son: Diente Perro, Las Ardillas, Juventud Crasa, Tropiezo, La Experiencia, Re-Animadores, LopoDrido, Necronazis, Un Final Fatal, Anti Sociales, Lácteos, entre otras.[cita requerida]

### República Dominicana
El rock dominicano se origina en los 70s con Los Masters. En los ochenta, empezaron a formarse bandas exitosas como Transporte Urbano y más tarde, ya en los noventa, grupos como Tribu Del Sol, Toque Profundo y Tabutek, entre otros.
Los estilos de bandas de rock de República Dominicana varían grandemente, por lo cual tienen subgéneros. Desde pop/rock, alternative, punk; hasta metal, black metal, progressive metal y death metal y últimamente se ha incorporado el brutal death metal/grindcore, mostrando que también hay amantes de los géneros más extremos y brutales.
Si bien no hay muchos exponentes de el punk en la República Dominicana, se pueden mencionar grupos como Los Pérex, Shido, Pericles, Equipaje, Zero y Los Rialengos.
En el lado más Hardcore, se encuentran Foresia, La Armada Roja y Trece.
En la actualidad, el punk en la Republica Dominicana es representado por grupos como Saint's Revenge quienes experimentan con el Horror Punk y el Hardcore Punk, Kröna quienes mezclan el Hardcore con elementos típicos de la música caribeña y LIAN! que se embarca en el Pop Punk con matices de Trap.

### Uruguay
En Montevideo, las dos primeras bandas importantes con influencias punk fueron Los Estómagos y Los Traidores. Estas bandas surgen en los primeros años post dictadura como arma para la divulgación del sentimiento de los jóvenes de la época. Existía ya por ese entonces, y continúa existiendo, una banda con actitud punk y sonido roquero que fue a la postre, influencia para la mayoría de los músicos actuales, y que se llama La Tabaré Riverock Banda, liderada e integrada siempre por Tabaré Rivero, que a pesar de sus infinitos cambios en la formación y sonido, mantuvo siempre las mismas influencias y estéticas del punk.
Es por esos años que surge una banda con actitud Rock llamada, La Chancha Francisca, que tenía un sonido con mezcla de varios ritmos y utilizaba instrumentos de viento. Hoy día, de esa banda quedan vestigios como su cantante y bateristas originales formando La Chancha, con un sonido más Punkrock.
Tras la disolución de Los Estómagos (Punk/Rock), hacia fines de los 80, se forma con Peluffo, Parodi y Lasso (voz, guitarra y batería de Los Estómagos respectivamente) la banda Buitres Después de la Una (Punk rock y Rock and Roll).
Dentro del movimiento punk actual, se pueden diferenciar dos vertientes, una que se asemeja al punk vasco al estilo de La Polla Records, que lo integran bandas como Cambiá la Biblia, Graffolitas (Punk rock) o La Chancha (Punk rock), La Parka (Punk rock) por citar algunos ejemplos. Estas bandas buscan compartir una forma de ver el mundo crítica, generadora de alternativas, con letras que para muchos suenan chocantes. Otra vertiente que está claramente influenciada por la ola de los Ramones que la lidera Trotsky Vengaran (Punk Rock), y que la integran también bandas como Mándala, Sucios, o La Sangre de Veronika (Punk). En el Ska está La Vela Puerca (Ska), es sin dudas las bandas más conocidas, teniendo muy buena repercusión fuera de fronteras.
Fuera de Montevideo, las bandas de punk rock no abundan, pero nacen y existen en la penumbra, algunos ejemplos son, Harry de pando, Deskartable, Yauguru en Mercedes. También está La Viuda con mucha influencia del pop punk de bandas como blink-182 y Yellowcard.

### Venezuela
Si bien algunas bandas de garaje habían comenzado a dar sus primeros pasos en el punk, la primera en dar el paso al frente fue La Seguridad Nacional que fue fundada en 1979 por Gustavo Corma (ex Sky Wave Meditation, banda de rock progresivo), Abraham García (alias Cangrejo) y en 1982 se les unió Juan Bautista López (Yatu) (ex Cámara de la Tortura) comenzando a desarrollar temas contestatarios con una base punk rápido a la que llamaban ruido organizado o música anarco-porno. La Seguridad Nacional más que una banda punk propiamente dicha, podía entrar más en la clasificación "protopunk", cuando se escuchan sus temas grabados en la época, su sonido era mucho más rock and roll de garaje que punk. Después de recorrer el circuito underground de Caracas producen solo un larga duración debido a la negativa de la banda a someterse a los cánones de la industria discográfica, por ello La Seguridad Nacional es hoy por hoy es una banda de culto. Paralelamente surgen otras bandas en Caracas como: Dead Felling la cual pasaría a llamarse Sentimiento Muerto en el año 1983, y la que años después sería la banda más importante del post punk en Venezuela y una de las más queridas en lo que al rock se refier; ese mismo año se funda la banda punk / hardcore 4to Reich, producto de la separación de integrantes de la banda new wave / punk de 1981 The Mess / Desorden (No confundir con Desorden Público). La influencias del 4to Reich biene directamente del hardcore del Sur de California. Para los entendidos el 4to Reich es la primera banda hardcore venezolana. También de mediados de los 80's son las bandas Motin Hurbano y La Ladilla de Karakas. Con la disolución del 4to Reich se forma la banda Holocausto y con ella se da inicio a la "segunda ola" del punk rock en Venezuela, junto a bandas como Víctimas de la Democracia y Venezuela Hardcore.
A finales de la década de los 80's y principio de los 90's en Venezuela surge la "segunda ola" del punk venezolano con un número extenso de bandas punk y hardcore de las que se pueden mencionar en orden alfabético a: ARHC Alternativa Radical Hard Core, Acción Directa, Autogestión, Crisis Política, Deskarriados, Devastación, D.H.D., En Contra, Época de Recluta, Gladys Cordero, Holocausto, La Leche, La Santa Inkisición, Los Orgasmos de María, Los Residuos, Odio Qué?, Oktavo Pasajero, Pérez Serás Tú, Primero Venezuela, Reciclaje, Renuencia, Risa, S.Asesino, Total Miseria, Venezuela Hardcore, 27 de Febrero y muchas más; pero solo pocas plasmaron grabaciones en diferentes formatos, por ello lo difícil de hablar de la historia del punk en Venezuela. 
En 1995 un grupo de personas ligadas al punk y el ska se dan a la tarea de hacer un compilado de punk y ska venezolano memorable llamado "La Bronka Petrolera". Originalmente fue editado en casete por Haximú Grabaciones y El Lokal de España, pero se desconoce quien editó de forma pirata el vinil del compilado.
Algunas Bandas Punk Venezolanas:
Sentimiento Muerto se inició en el año 1981 bajo el nombre "Dead Feeling", en su primera formación estaban Pablo Dagnino en la voz, Luis Polero en la Guitarra, Cayayo Troconis en el bajo y Alberto Cabello en la batería, versionaban temas de Sex Pistols en español y componían letras reaccionarias y de pose anti-yanqui (Usa te usa), para el año 1983 cambiaron su nombre a la traducción en castellano del anterior y estando conformados por Pablo Dagnino en la voz, Cayayo Troconis y Edagar Jimenez en las guitarras, Wincho Schafer en el bajo y Alberto Cabello en la batería. En 1987 grabaron su primer LP "El amor ya no existe" producido por Fito Páez y posteriormente crearon "Sin sombra no hay luz" el que muchos consideran su mejor trabajo, ya en los 90's producen "Infecto de Afecto" muy separado del sonido punk de "El amor ya no existe". La banda se disuelve en 1992 dejando una huella imborrable en la historia del rock Venezolano, pero 3 de sus miembros se juntaron para crear el power trío Dermis Tatú la que muchos consideran la mejor y más auténtica banda de rock puro y de calle en Venezuela.
Reciclaje (1994) plasmó en 1999 un CD de forma independiente y "está considerada como la agrupación punk venezolana de mayor proyección nacional e internacional". La consecución de otros CD años después "confirma a la banda como una de las más representativas de la nueva escena punk venezolana."
Apatia No sus inicios datan de 1996 con una ética anarco-punk, tienen más de una docena de discos independientes entre vinilos y CD. Es "una de las agrupaciones punk más importantes y de más renombre en Venezuela. Además de presentaciones en Latinoamérica (Brasil, México, Colombia), también han pisado escenario en países como España, Francia, Bélgica, Alemania, Polonia, Austria, Suiza, Italia, Luxemburgo, Suecia y Dinamarca; entre otros. Alejados de cualquier postura comercial, cargados de resentimiento y sensibilidad social; Apatía No se han convertido en una banda de referencia en el movimiento musical venezolano".
Actualmente existe un número importante de bandas en la escena punk venezolana, apareciendo en recopilaciones del género tanto nacionales como internacionales y teniendo presentaciones en el exterior. Viejas y nuevas bandas emergen esporádicamente, entre las más representativas se encuentran 7 Balazos, Doña Maldad, Los Dólares, Más Quejas, Atte, Skin, La Revuelta, Puck, 10 mc, 7 Feet, Guarapo, Sonica, Nada , Artillería y Zikotikos Armados.